# Dmitri Fjodorowitsch Poljakow

Dmitri Fjodorowitsch Poljakow (russisch Дмитрий Фёдорович Поляков; * 6. Juli 1921 in Starobelsk; † 15. März 1988 in Moskau) war ein sowjetischer Offizier. Er wurde Generalmajor des Militärnachrichtendienstes GRU und spionierte ab 1961 zuerst fürs FBI, später für die CIA. Nach seinem Prozess in der UdSSR wurde er zum Tode verurteilt und am 15. März 1988 in Moskau erschossen.

## Leben
Poljakow wurde als Sohn eines Buchhalters geboren und beendete 1939 die 10-klassige Mittelschule. Er schloss nach zweijähriger Ausbildung im Juni 1941 die Artillerieschule in Sumy (russisch Сумское высшее артиллерийское командное училище) ab und diente als Artillerieoffizier (Zugführer, Batteriechef, ab 1943 Offizier für Aufklärung in einem Artillerieregiment) im Zweiten Weltkrieg. Für seine Tapferkeit wurde er mit drei Kampforden und mehreren Medaillen ausgezeichnet.
Nach dem Krieg, dem Studium an der Frunse-Militärakademie und Schulungen des GRU trat er in den sowjetischen Militärgeheimdienst ein. Seine erste Aufgabe war die Begleitung der sowjetischen Delegation zum Military Staff Committee des UNO-Sicherheitsrats in New York von 1951 bis 1956.

## Geheimdienstliche Tätigkeiten
Bei seinem zweiten Auftrag in New York, von 1959 bis 1961, diente er sich der Spionageabwehr des FBI als Informant an. Weitere Einsätze führten ihn von 1965 bis 1969 nach Rangun, Burma und von 1973 bis 1976 sowie 1979 bis 1980 nach Neu-Delhi, wo er jeweils als sowjetischer Militärattaché und GRU-Resident tätig war. Innerhalb der CIA kam die Vermutung auf, dass Poljakow ein Maulwurf sein könne, weil er von der Korruption der sowjetischen Parteielite angewidert war. Wiktor Tscherkaschin vermutete zusätzlich, dass er verbittert gewesen sei, weil die sowjetische Führung ihm die Erlaubnis verweigert habe, seinen schwer kranken Sohn, den ältesten seiner drei Söhne, mit in ein Krankenhaus nach New York zu nehmen, damit dieser dort eine angemessene medizinische Behandlung bekommen könne. Dieser Sohn starb an den Folgen der behandelbaren Erkrankung, und bald darauf begann Poljakow seine Aktivitäten als Informant.
Er blieb 25 Jahre lang Informant der CIA, während er weiter seine Karriere verfolgte und bis zum Rang eines Generalmajors aufstieg. CIA-Offiziere sprachen in Superlativen über die Art der Informationen, die er zur Verfügung stellte:

„Polyakov was our crown jewel, […] the best source at least to my knowledge that American intelligence has ever had and I would submit, although I certainly can't be certain, but the best source that any intelligence service has ever had.“

„Poljakow war unser Kronjuwel, […] die beste Quelle, zumindest nach meinem Wissen, die der amerikanische Geheimdienst je hatte und ich möchte behaupten, obwohl ich gewiss nicht sicher sein kann, die beste Quelle, die irgendein Nachrichtendienst jemals hatte.“

„Polyakov was the jewel in the crown.“

„Poljakow war das Juwel in der Krone.“

Nach allen bekannt gewordenen Berichten seiner amerikanischen Führungsoffiziere war er nicht sonderlich an Geld interessiert, denn er handelte aus moralisch-ethischen Gründen, wegen seiner grenzenlosen Enttäuschung über die oberste politische Führung der Sowjetunion, insbesondere über Parteichef Nikita Chruschtschow. Innerhalb der GRU trat Poljakow zur Tarnung als so überzeugter Parteigänger der KPdSU-Führung, insbesondere von Leonid Breschnew auf, dass man ihm sogar vorschlug, hauptamtlicher Politoffizier zu werden. Dieses Angebot schlug Poljakow ab, denn dann wären ihm Auslandsreisen künftig verwehrt gewesen und die weitere Verbindung mit der CIA erschwert worden.
Zu den bedeutenden Informationen, die Poljakow lieferte, gehörten:
- Der Beweis für die wachsende Kluft zwischen der Sowjetunion und China. Diese Information spielte eine zentrale Rolle in der Entscheidung von Präsident Richard Nixon, im Jahr 1972 diplomatische Beziehungen mit China aufzunehmen.
- Technische Daten zu sowjetischen Panzerabwehrraketen. Da die USA nie in direkte Kampfhandlungen mit der Sowjetunion verwickelt waren, war das Wissen über diese Waffen von unschätzbarem Wert, als diese im Irak während des Golfkriegs zum Einsatz kamen.
- Der Beweis, dass Frank Bossard ein Spion der Sowjetunion war.
- Enttarnung des amerikanischen Oberstleutnants William H. Whalen, des bislang höchsten amerikanischen Militärs, der je zum sowjetischen Spion wurde.
- Angaben zu ca.  150 sowjetischen Informanten im Westen, Angaben zu 19 „Illegalen“ der GRU im Westen und Personaldaten zu ca. 1300 GRU-Nachrichtendienstoffizieren.
- Übermittlung eines umfangreichen GRU-Dokuments an die CIA, in welchem die GRU-Nachrichtendienstler 1974 von der GRU-Führung auf den Erwerb von ca. 5000 Spitzentechnologien im Westen orientiert wurden. Hieraus erkannte man in der CIA erstmals deutlich den gewaltigen technologischen Rückstand der sowjetischen Wirtschaft, und aus der Kenntnis dieses Dokuments resultieren alle späteren Embargomaßnahmen der USA gegenüber der Sowjetunion zur Verhinderung des Erwerbs von Hochtechnologien.

## Verhaftung und Hinrichtung
Poljakow wurde 1986, sechs Jahre, nachdem er aus der GRU ausgeschieden war, vom KGB verhaftet. Anfangs hatten seine Kontaktpersonen bei der CIA keine Informationen darüber, was mit ihm geschehen war. Erst später stellte sich heraus, dass er sowohl von Robert Hanssen als auch von Aldrich Ames verraten worden war. Im Jahr 1988 wurde Poljakow zum Tode verurteilt und hingerichtet. Die konkreten Gründe für seine Enttarnung, nachdem die Spionageabwehr des KGB viele Jahre vergeblich nach dem „Maulwurf“ in den eigenen Reihen gesucht hatte, benannte 2017 der Geheimdiensthistoriker Jürgen W. Schmidt in einem längeren biographischen Aufsatz zu Poljakow. Trotz Glasnost berichtete die Prawda erst 1990 über den Vollzug des Todesurteils.